# Журнал «Вікно»
«Вікно» — літературно-художній журнал альманашного типа, заснований в 1923 році в Парижі Михайлом Осиповічем Цетліним і присвячений поезії, прозі і мемуарістиці.

## Історія
У журналі брали участь Бунін, Бальмонт, Зінаїда Гиппіус, Маріна Цветаєва, Олександр Купрін, Борис Зайцев, Іван Шмельов та інші відомі письменники. Проіснував альманах «Вікно» всього рік, і вийшли всього лише три його номери.
У 2007 році Анатолій Кудрявіцкий, далекий родич Цетліна, заснував той, що виходить двічі в рік мережевий журнал «Вікно», позиціює як відновлення альманаха, що існував в 1923 році. Журнал друкує поезію, стіхопрозу, есе, мемуари, поетичні переведення, візуальну поезію. З 2010 року журнал друкує прозу. Відділ прози в журналі веде письменник Дмитро Бавільський.
У журналі публікував у тому числі переведення українських авторів, таких як Марія Матіос, Сергій Жадан, Анна Малігон, Олесь Ульяненко, Галина Крук і інших.